# Коле Чалоне (Кампобасо)
Коле Чалоне је насеље у Италији у округу Кампобасо, региону Молизе.
Према процени из 2011. у насељу је живело 54 становника. Насеље се налази на надморској висини од 574 м.